# Discografia de Jorge & Mateus
A discografia da dupla vocal brasileira Jorge & Mateus consiste em dois álbuns de estúdio, dez álbuns ao vivo,  um EP, uma coletânea oficial e mais de trinta singles. Interpretam fundamentalmente o sertanejo, apesar de misturá-lo a diversos estilos musicais diferentes, como pop-rock e rock. A dupla se conheceu através de uma roda de amigos, e começaram sua carreira juntos em 26 de maio de 2005, se apresentando na cidade de Itumbiara, interior de Goiás. No ano seguinte, gravaram um disco independente, que teve boa repercussão e despertou interesse das gravadoras. Em 2007, assinaram um contrato com a Universal Music, e lançaram seu álbum de estreia, Ao Vivo em Goiânia, em setembro daquele ano. O trabalho recebeu uma certificação de platina da Pro-Música Brasil (PMB). O primeiro single foi "Querendo Te Amar", seguido por "Pode Chorar", que alcançou a nonagésima primeira posição nas paradas de 2008 e recebeu uma certificação de ouro da PMB, devido a seu desempenho nos downloads pagos.
Em 2009 lançaram seu segundo álbum, O Mundo É Tão Pequeno, que recebeu uma certificação de platina da PMB. O single "Voa Beija-Flor" ficou entre as cinquenta músicas mais executadas nas paradas musicais. No ano seguinte, gravaram dois álbuns. O primeiro, Ao Vivo Sem Cortes, foi lançado em março de 2010, e recebeu uma certificação de platina. O segundo, Aí já Era, lançado em setembro de 2010, Recebeu uma certificação de platina e teve alguns singles de sucesso nas paradas musicais, como "Amo Noite e Dia" (primeira posição), "Chove Chove" (oitava posição), "Seu Astral" (décima terceira posição) e Aí já Era (décima sétima posição). O álbum alcançou a sexta posição entre os mais executados do ano.
Em 2012, a dupla lançou um álbum de coletâneas, Essencial, sendo o primeiro com a gravadora Som Livre. Recebeu uma certificação de platina da PMB, e os singles "Duas Metades" (terceira posição nas paradas) e "Amor Covarde" (oitava posição nas paradas) tiveram um sucesso considerável, sendo este último selecionado para a trilha sonora da telenovela Fina Estampa, da Rede Globo. No mesmo ano, em outubro, lançaram A Hora É Agora, o quarto álbum de vídeo da dupla. Recebeu a certificação de diamante da PMB pelo seu desempenho nas vendas, que somaram mais de 1 milhão de cópias, sendo o quarto álbum mais executado do ano. O single "Enquanto Houver Razões" foi o que teve melhor desempenho nas paradas, alcançando a décima primeira posição. No ano seguinte, em novembro de 2013, lançaram o álbum At the Royal Albert Hall: Live in London, o primeiro gravado fora do país, apresentando um repertório de músicas regravadas, incluindo "Amor Pra Recomeçar", gravada originalmente por Frejat, que atingiu a décima quarta posição nas paradas musicais. Durante o período de 17 de março a 23 de maio de 2014, foi o álbum mais executado do Brasil.
Em 2015, a dupla lançou Os Anjos Cantam, o segundo álbum de de estúdio. Em quarenta dias após o lançamento, cerca de 80 mil cópias já haviam sido vendidas, recebendo a certificação de platina da PMB. O primeiro single, "Logo Eu", alcançou a quarta posição nas paradas, algo que foi repetido por "Calma" logo depois. "Nocaute" (décima posição) e "Os Anjos Cantam" (vigésima primeira posição) também tiveram bons desempenhos. Em um período de abril e maio de 2015, foi o álbum mais executado do Brasil. Este trabalho rendeu uma indicação da dupla ao prêmio Grammy Latino na categoria de Melhor Álbum de Música Sertaneja.
Em 2016, a dupla lançou o álbum Como. Sempre Feito. Nunca, que recebeu a certificação de diamante pela PMB. Apresentou alguns singles de sucesso como "Sosseguei" (terceira posição nas paradas), "Pra Sempre com Você" (décima nona posição) e "Louca de Saudade" (vigésima sétima posição). Na plataforma de streaming Spotify, foi o álbum mais executado do ano. No mesmo ano, a dupla lançou o álbum comemorativo 10 Anos, gravado no Estádio Nacional Mané Garrincha em Brasília, com a presença de mais de 50 mil pessoas. No ano seguinte, a dupla lançou três singles: "Contrato" (sexta posição nas paradas), "Se o Amor Tiver Lugar" (vigésima quarta posição) e "Medida Certa" (trigésima quarta posição), não adicionadas a nenhum álbum.
Em fevereiro de 2018 a dupla lançou Terra Sem CEP. Nas plataformas digitais, o álbum teve sucesso imediato. No dia do lançamento, todas as faixas figuraram na lista das 100 músicas mais executadas do Spotify, e na mesma semana, chegou a primeira posição da Apple Music. Os singles "Propaganda" e "Trincadinho" se mantiveram entre as mais executadas nas rádios em todo o Brasil ao longo do ano.
Em 6 de março de 2020 foi lançado o primeiro EP da dupla T.E.P. EP 1, pela Som Livre, que reuniu composições inéditas com a inclusão de "Tijolão" e "Cheirosa".
Em 22 de abril de 2021, foi lançado o álbum ao vivo Tudo Em Paz, que conta com quinze faixas, entre as quais cinco foram lançadas previamente: o single "Lance Individual" em 13 de novembro de 2020 e outras quatro no EP "Tudo Em Paz, Volume 1" em 22 de janeiro de 2021.
O lançamento mais recente da dupla, que ocorreu em 28 de julho de 2022, o álbum ao vivo É Simples Assim, que conta com 19 faixas, sendo dois singles ("Todo Seu" e "5 Regras") de autoria colaborativa e as demais, regravações de diferentes gêneros musicais.
Jorge & Mateus são reconhecidos como um dos artistas de maior sucesso do Brasil. Em levantamento feito pela Crowley Broadcast Analysis, a dupla ficou na 14ª colocação na lista dos artistas mais executados nas rádios brasileiras entre os anos de 2000 e 2014.

## Álbuns
| Ano                          | Título                                                 | Detalhes | Certificação (Pro-Música Brasil) | Vendas certificadas |
| Álbuns de estúdio            | Álbuns de estúdio                                      | Álbuns de estúdio | Álbuns de estúdio                | Álbuns de estúdio   |
| ---------------------------- | ------------------------------------------------------ | --- | -------------------------------- | ------------------- |
| 2010                         | Aí já Era                                              | - Lançamento: 2 de setembro de 2010 - Gravadora: Universal Music - Duração: 44:06 - Formato(s): CD, download digital                                                      | Platina                          | +80 000             |
| 2015                         | Os Anjos Cantam                                        | - Lançamento: 16 de março de 2015 - Gravadora: Som Livre - Duração: 53:42 - Formato(s): CD, download digital                                                              | 2× Platina                       | +160 000            |
| Álbuns ao vivo               |                                                        | |                                  |                     |
| 2007                         | Ao Vivo em Goiânia                                     | - Lançamento: 19 de setembro de 2007 - Gravadora: Universal Music - Duração: 01:02:53 - Formato(s): CD, DVD, download digital                                             | Ouro (CD) Ouro (DVD)             | +100 000            |
| 2009                         | O Mundo É Tão Pequeno                                  | - Lançamento: 24 de abril de 2009 - Gravadora: Universal Music - Duração: 54:29 (CD) / 01:20:59 (DVD) - Formato(s): CD, DVD, download digital                             | Platina                          | +150 000            |
| 2010                         | Ao Vivo Sem Cortes                                     | - Lançamento: 5 de março de 2010 - Gravadora: Universal Music - Duração: 01:04:41 (CD) / 01:28:26 (DVD) - Formato(s): CD, DVD, download digital                           | Platina                          | +120 000            |
| 2012                         | A Hora É Agora                                         | - Lançamento: 15 de outubro de 2012 - Gravadora: Som Livre - Duração: 01:12:04 (CD) / 01:15:42 (DVD) - Formato(s): CD, DVD, download digital                              | 2× Platina                       | +160 000            |
| 2013                         | Live In London - At The Royal Albert Hall              | - Lançamento: 18 de novembro de 2013 - Gravadora: Som Livre - Duração: 01:12:25 (CD) / 01:48:15 (DVD/Blu-ray) - Formato(s): Blu-ray, CD, DVD, download digital            | Ouro (CD) 2× Platina (DVD)       | +200 000            |
| 2016                         | Como. Sempre Feito. Nunca                              | - Lançamento: 12 de fevereiro de 2016 - Gravadora: Som Livre - Duração: 01:05:12 (CD) / 01:09:39 (DVD) - Formato(s): CD, DVD, download digital                            | Diamante                         | +300 000            |
| 2016                         | 10 Anos                                                | - Lançamento: 11 de novembro de 2016 - Gravadora: Som Livre - Duração: 01:13:29 (CD) / 01:40:21 (DVD) / 01:43:42 (Deluxe digital) - Formato(s): CD, DVD, download digital | Sem informações                  | Sem informações     |
| 2018                         | Terra Sem CEP                                          | - Lançamento: 23 de fevereiro de 2018 - Gravadora: Som Livre - Duração: 39:34 - Formato(s): CD, DVD, download digital                                                     | 2× Diamante                      | +600 000            |
| 2021                         | Tudo Em Paz                                            | - Lançamento: 22 de abril de 2021 - Gravadora: Som Livre - Duração: 47:42 - Formato(s): Download digital                                                                  | Diamante                         | +300 000            |
| 2022                         | É Simples Assim                                        | - Lançamento: 28 de julho de 2021 - Gravadora: Som Livre - Duração: 01:08:00 - Formato(s): Download digital                                                               | Diamante                         | +300 000            |
| 2024                         | Check-In                                               | - Lançamento: 7 de novembro de 2024 - Gravadora: Som Livre - Duração: 33:35 - Formato(s): Download digital                                                                | Sem informações                  | Sem informações     |
| Álbuns de compilação         |                                                        | |                                  |                     |
| 2012                         | Essencial                                              | - Lançamento: 20 de junho de 2012 - Gravadora: Som Livre - Duração: 01:02:53 - Formato(s): CD, Download digital                                                           | Sem informações                  | Sem informações     |
| 2023                         | Os Grandes Sucessos de Jorge & Mateus                  | - Lançamento: 25 de maio de 2023 - Gravadora: Som Livre - Duração: 01:23:11 - Formato(s): Download digital                                                                | Sem informações                  | Sem informações     |
| 2025                         | Jorge & Mateus 20 Anos - As Melhores (Novas e Antigas) | - Lançamento: 13 de junho de 2025 - Gravadora: Som Livre - Duração: 03:13:04 - Formato(s): Download digital                                                               | Sem informações                  | Sem informações     |
| EPs                          |                                                        | |                                  |                     |
| 2020                         | T.E.P. EP 1                                            | - Lançamento: 6 de março de 2020 - Gravadora: Som Livre - Duração: 14:26 - Formato(s): Download digital                                                                   | 2× Platina                       | +160 000            |
| Total de vendas certificadas | Total de vendas certificadas                           | Total de vendas certificadas | Total de vendas certificadas     | +2 630 000          |

## Singles
| Ano                          | Canção                                                                  | Álbum                                                      | Posições nas paradas         | Posições nas paradas         | Posições nas paradas         | Certificação (PMB)           | Vendas certificadas    |
| Ano                          | Canção                                                                  | Álbum                                                      | Rádios (Top 100)             | Apple Music (Melhor)         | Spotify (Melhor)             | Certificação (PMB)           | Vendas certificadas    |
| Como artista principal       | Como artista principal                                                  | Como artista principal                                     | Como artista principal       | Como artista principal       | Como artista principal       | Como artista principal       | Como artista principal |
| ---------------------------- | ----------------------------------------------------------------------- | ---------------------------------------------------------- | ---------------------------- | ---------------------------- | ---------------------------- | ---------------------------- | ---------------------- |
| 2007                         | "Querendo Te Amar"                                                      | Ao Vivo em Goiânia                                         | -                            | -                            | -                            | Nenhuma certificação         | Não disponível         |
| 2008                         | "Castigo"                                                               | Ao Vivo em Goiânia                                         | -                            | -                            | -                            | Ouro                         | +40 000                |
| 2008                         | "Fogueira"                                                              | Ao Vivo em Goiânia                                         | -                            | -                            | -                            | Ouro                         | +40 000                |
| 2008                         | "Pode Chorar"                                                           | Ao Vivo em Goiânia                                         | 91                           | -                            | -                            | 2× Platina                   | +160 000               |
| 2008                         | "De Tanto Te Querer"                                                    | Ao Vivo em Goiânia                                         | 45                           | 7                            | 113                          | Nenhuma certificação         | Não disponível         |
| 2008                         | "Mistérios"                                                             | O Mundo É Tão Pequeno                                      | 18                           | -                            | -                            | Nenhuma certificação         | Não disponível         |
| 2009                         | "O Mundo É Tão Pequeno"                                                 | O Mundo É Tão Pequeno                                      | -                            | -                            | -                            | Platina                      | +80 000                |
| 2009                         | "Vou Fazer Pirraça"                                                     | O Mundo É Tão Pequeno                                      | 26                           | -                            | -                            | Nenhuma certificação         | Não disponível         |
| 2009                         | "Voa Beija-Flor"                                                        | O Mundo É Tão Pequeno                                      | 3                            | -                            | -                            | Nenhuma certificação         | Não disponível         |
| 2010                         | "Um Dia Te Levo Comigo"                                                 | O Mundo É Tão Pequeno                                      | 32                           | -                            | -                            | Nenhuma certificação         | Não disponível         |
| 2010                         | "Espelho"                                                               | O Mundo É Tão Pequeno                                      | 46                           | -                            | -                            | Nenhuma certificação         | Não disponível         |
| 2010                         | "Amo Noite e Dia"                                                       | Aí Já Era                                                  | 4                            | -                            | -                            | Nenhuma certificação         | Não disponível         |
| 2010                         | "Tempo ao Tempo"                                                        | Aí Já Era                                                  | 31                           | -                            | -                            | Nenhuma certificação         | Não disponível         |
| 2010                         | "Chove, Chove"                                                          | Aí Já Era                                                  | 8                            | -                            | -                            | Nenhuma certificação         | Não disponível         |
| 2011                         | "Aí Já Era"                                                             | Aí Já Era                                                  | 17                           | -                            | -                            | Nenhuma certificação         | Não disponível         |
| 2011                         | "Seu Astral"                                                            | Aí Já Era                                                  | 13                           | -                            | -                            | Nenhuma certificação         | Não disponível         |
| 2011                         | "Pra Que Entender?"                                                     | Essencial                                                  | 21                           | -                            | -                            | Nenhuma certificação         | Não disponível         |
| 2011                         | "Eu Quero Só Você"                                                      | A Hora É Agora                                             | 82                           | -                            | -                            | Nenhuma certificação         | Não disponível         |
| 2011                         | "Amor Covarde"                                                          | Essencial                                                  | 8                            | -                            | -                            | Nenhuma certificação         | Não disponível         |
| 2012                         | "Duas Metades"                                                          | Essencial                                                  | 25                           | -                            | -                            | Nenhuma certificação         | Não disponível         |
| 2012                         | "E Daí"                                                                 | Elétrico                                                   | -                            | -                            | -                            | Ouro                         | +40 000                |
| 2012                         | "Flor"                                                                  | A Hora É Agora                                             | 61                           | -                            | -                            | Nenhuma certificação         | Não disponível         |
| 2012                         | "A Gente Nem Ficou"                                                     | A Hora É Agora                                             | 59                           | -                            | -                            | Nenhuma certificação         | Não disponível         |
| 2012                         | "O Que é Que Tem?"                                                      | A Hora É Agora                                             | 54                           | -                            | -                            | Nenhuma certificação         | Não disponível         |
| 2012                         | "Enquanto Houver Razões"                                                | A Hora É Agora                                             | 11                           | -                            | -                            | Nenhuma certificação         | Não disponível         |
| 2012                         | "Ciclo"                                                                 | A Hora É Agora                                             | 76                           | -                            | -                            | Nenhuma certificação         | Não disponível         |
| 2013                         | "A Hora é Agora"                                                        | A Hora É Agora                                             | 51                           | 86                           | 126                          | Nenhuma certificação         | Não disponível         |
| 2013                         | "Amor pra Recomeçar"                                                    | Live in London                                             | -                            | -                            | -                            | Nenhuma certificação         | Não disponível         |
| 2013                         | "Fogueira/Prisão Sem Grade"                                             | Live in London                                             | 81                           | -                            | -                            | Nenhuma certificação         | Não disponível         |
| 2013                         | "Duas Metades"                                                          | Live in London                                             | -                            | -                            | -                            | Diamante                     | +300 000               |
| 2013                         | "O Que É Que Tem"                                                       | Live in London                                             | -                            | -                            | -                            | Diamante                     | +300 000               |
| 2013                         | "Logo Eu"                                                               | Os Anjos Cantam                                            | 23                           | 24                           | 36                           | Nenhuma certificação         | Não disponível         |
| 2014                         | "Seu Olhar"                                                             | Não adicionado a nenhum álbum                              | -                            | -                            | -                            | Nenhuma certificação         | Não disponível         |
| 2014                         | "31/12"                                                                 | Os Anjos Cantam                                            | -                            | -                            | -                            | Nenhuma certificação         | Não disponível         |
| 2014                         | "Calma"                                                                 | Os Anjos Cantam                                            | 21                           | 3                            | 63                           | Nenhuma certificação         | Não disponível         |
| 2014                         | "Nocaute"                                                               | Os Anjos Cantam                                            | 30                           | 1                            | 16                           | Nenhuma certificação         | Não disponível         |
| 2015                         | "Os Anjos Cantam"                                                       | Os Anjos Cantam                                            | 17                           | 1                            | 15                           | Nenhuma certificação         | Não disponível         |
| 2015                         | "Coisas de Quem Ama"                                                    | Os Anjos Cantam                                            | -                            | 47                           | 134                          | Nenhuma certificação         | Não disponível         |
| 2015                         | "Fica Só Um Pouco Mais"                                                 | Os Anjos Cantam                                            | -                            | -                            | -                            | Nenhuma certificação         | Não disponível         |
| 2015                         | "Pergunta Boba"                                                         | 10 Anos                                                    | -                            | -                            | -                            | Nenhuma certificação         | Não disponível         |
| 2015                         | "Sosseguei"                                                             | Como. Sempre Feito. Nunca                                  | 7                            | 3                            | 7                            | Nenhuma certificação         | Não disponível         |
| 2015                         | "Ou Some Ou Soma"                                                       | Como. Sempre Feito. Nunca                                  | 91                           | -                            | -                            | Nenhuma certificação         | Não disponível         |
| 2016                         | "Louca de Saudade"                                                      | Como. Sempre Feito. Nunca                                  | 41                           | 20                           | 22                           | Nenhuma certificação         | Não disponível         |
| 2016                         | "Pra Sempre Com Você"                                                   | Como. Sempre Feito. Nunca                                  | 61                           | 20                           | 35                           | 3× Diamante                  | +900 000               |
| 2016                         | "Paredes"                                                               | Como. Sempre Feito. Nunca                                  | 60                           | 37                           | 15                           | 3× Diamante                  | +900 000               |
| 2016                         | "Vou Voando"                                                            | Como. Sempre Feito. Nunca                                  | -                            | -                            | -                            | Nenhuma certificação         | Não disponível         |
| 2017                         | "Se o Amor Tiver Lugar"                                                 | Não adicionado a nenhum álbum                              | 70                           | 1                            | 26                           | Nenhuma certificação         | Não disponível         |
| 2017                         | "Medida Certa"                                                          | Não adicionado a nenhum álbum                              | 69                           | 6                            | 22                           | Nenhuma certificação         | Não disponível         |
| 2017                         | "Contrato"                                                              | Não adicionado a nenhum álbum                              | 65                           | 1                            | 16                           | Nenhuma certificação         | Não disponível         |
| 2018                         | "Propaganda"                                                            | Terra Sem CEP                                              | 8                            | 1                            | 2                            | 6× Diamante                  | +1 800 000             |
| 2018                         | "Trincadinho"                                                           | Terra Sem CEP                                              | 76                           | 33                           | 7                            | Nenhuma certificação         | Não disponível         |
| 2019                         | "Tijolão"                                                               | T.E.P. EP 1                                                | 36                           | 2                            | 1                            | 5× Diamante                  | +1 500 000             |
| 2019                         | "Cheirosa"                                                              | T.E.P. EP 1                                                | 17                           | 3                            | 3                            | 5× Diamante                  | +1 500 000             |
| 2020                         | "Ranking"                                                               | T.E.P. EP 1                                                | 40                           | 23                           | 4                            | Diamante                     | +300 000               |
| 2020                         | "Lance Individual"                                                      | Tudo Em Paz                                                | 30                           | 9                            | 4                            | 3× Diamante                  | +900 000               |
| 2021                         | "Paradigmas"                                                            | Tudo Em Paz                                                | 39                           | 9                            | 7                            | 3× Diamante                  | +900 000               |
| 2021                         | "Vogais e Consoantes"                                                   | Tudo Em Paz                                                | -                            | 21                           | 107                          | Platina                      | +80 000                |
| 2021                         | "Tudo Em Paz"                                                           | Tudo Em Paz                                                | -                            | 23                           | 87                           | Platina                      | +80 000                |
| 2021                         | "Troca"                                                                 | Tudo Em Paz                                                | 44                           | 35                           | 7                            | Diamante                     | +300 000               |
| 2021                         | "Tem Que Sorrir"                                                        | Tudo Em Paz                                                | -                            | 54                           | 175                          | Platina                      | +80 000                |
| 2021                         | "Namorando Com Saudade"                                                 | Tudo Em Paz                                                | -                            | 64                           | 39                           | 2× Platina                   | +160 000               |
| 2021                         | "Namora Eu Aí"                                                          | Tudo Em Paz                                                | -                            | 65                           | 161                          | Platina                      | +80 000                |
| 2021                         | "Me Ame Mais" (com participação de Marília Mendonça)                    | Tudo Em Paz                                                | -                            | -                            | 73                           | Platina                      | +80 000                |
| 2021                         | "Hit do Ano"                                                            | Tudo Em Paz                                                | -                            | -                            | 167                          | Platina                      | +80 000                |
| 2021                         | "O Sol Tá Dando Oi"                                                     | Tudo Em Paz                                                | -                            | 66                           | 171                          | Ouro                         | +40 000                |
| 2021                         | "Por Que Parou Na Porta?"                                               | Tudo Em Paz                                                | -                            | -                            | 196                          | Ouro                         | +40 000                |
| 2021                         | "Desisto"                                                               | Tudo Em Paz                                                | -                            | -                            | 181                          | Ouro                         | +40 000                |
| 2021                         | "Do Jeito Que Tá Não Dá"                                                | Tudo Em Paz                                                | -                            | -                            | -                            | Ouro                         | +40 000                |
| 2021                         | "Molhando o Volante"                                                    | Não adicionado a nenhum álbum                              | -                            | -                            | 8                            | 5× Diamante                  | +1 500 000             |
| 2022                         | "Todo Seu"                                                              | É Simples Assim                                            | -                            | -                            | 7                            | 4× Diamante                  | +1 200 000             |
| 2022                         | "5 Regras"                                                              | É Simples Assim                                            | -                            | -                            | 6                            | 4× Diamante                  | +1 200 000             |
| 2022                         | "Então Valeu"                                                           | É Simples Assim                                            | -                            | -                            | 160                          | Ouro                         | +40 000                |
| 2023                         | "Dói"                                                                   | Check-In                                                   | -                            | -                            | 58                           | Diamante                     | +300 000               |
| 2024                         | "Haverá Sinais" (com participação de Lauana Prado)                      | Check-In                                                   | -                            | -                            | 1                            | 2× Diamante                  | +600 000               |
| 2024                         | "Xonei" (com participação de Henrique & Juliano)                        | Check-In                                                   | -                            | 10                           | 2                            | Platina                      | +80 000                |
| Como artista convidado       |                                                                         |                                                            |                              |                              |                              |                              |                        |
| 2008                         | "Rumo à Goiânia"                                                        | Assim Vive Um Cowboy - Ao Vivo (Juliano Cezar)             | -                            | -                            | -                            | Nenhuma certificação         | Não disponível         |
| 2009                         | "Pensa em Mim"                                                          | Pensa em Mim (Lucas & Luan)                                | -                            | -                            | -                            | Nenhuma certificação         | Não disponível         |
| 2009                         | "Fica Combinado"                                                        | Ao Vivo em Uberlândia (Marcos & Fernando)                  | -                            | -                            | -                            | Nenhuma certificação         | Não disponível         |
| 2010                         | "Inventor dos Amores"                                                   | Inventor dos Amores (Gusttavo Lima)                        | 13                           | -                            | -                            | Nenhuma certificação         | Não disponível         |
| 2010                         | "A Carne é Fraca"                                                       | Perfume (Janaynna Targino)                                 | 58                           | -                            | -                            | Nenhuma certificação         | Não disponível         |
| 2010                         | "Página Virada"                                                         | 40 Anos Nova Geração (Chitãozinho & Xororó)                | -                            | -                            | -                            | Nenhuma certificação         | Não disponível         |
| 2011                         | "Abelha"                                                                | João Bosco & Vinícius (João Bosco & Vinícius)              | 3                            | -                            | -                            | Nenhuma certificação         | Não disponível         |
| 2011                         | "Efeitos"                                                               | Efeitos Tour 2011 (Cristiano Araújo)                       | 37                           | -                            | -                            | Nenhuma certificação         | Não disponível         |
| 2011                         | "Romance"                                                               | Romance - Ao Vivo (Humberto & Ronaldo)                     | 10                           | -                            | -                            | Nenhuma certificação         | Não disponível         |
| 2012                         | "Vou Até o Fim"                                                         | Até o Fim (Guilherme & Santiago)                           | 48                           | -                            | -                            | Nenhuma certificação         | Não disponível         |
| 2012                         | "Marca Evidente"                                                        | Marca Evidente (Israel & Rodolffo)                         | 48                           | -                            | -                            | Nenhuma certificação         | Não disponível         |
| 2012                         | "Você é Minha Religião"                                                 | Você É Minha Religião: O Melhor de Maná (Maná)             | 87                           | -                            | -                            | Nenhuma certificação         | Não disponível         |
| 2012                         | "Pela Porta da Frente"                                                  | Pela Porta da Frente (Bruno & Marrone)                     | -                            | -                            | -                            | Nenhuma certificação         | Não disponível         |
| 2012                         | "Eu Vou Contar Pro Cêis"                                                | Eu Vou Contar Pro Cêis (Humberto & Ronaldo)                | -                            | -                            | -                            | Nenhuma certificação         | Não disponível         |
| 2013                         | "Só de Pensar"                                                          | Com Você (Maria Cecília & Rodolfo)                         | 91                           | -                            | -                            | Nenhuma certificação         | Não disponível         |
| 2013                         | "Dois Corações"                                                         | Ao Vivo no Morro da Urca (César Menotti & Fabiano)         | 9                            | -                            | -                            | Nenhuma certificação         | Não disponível         |
| 2013                         | "Clichê"                                                                | Indecifrável (João Neto & Frederico)                       | 14                           | -                            | -                            | Nenhuma certificação         | Não disponível         |
| 2013                         | "Mundo Paralelo"                                                        | Mundo Paralelo - Ao Vivo (Matheus & Kauan)                 | -                            | -                            | -                            | Nenhuma certificação         | Não disponível         |
| 2013                         | "Por Baixo ou Por Cima"                                                 | Difícil de Largar (Zé Henrique & Gabriel)                  | 43                           | -                            | -                            | Nenhuma certificação         | Não disponível         |
| 2013                         | "Conto Até Dez"                                                         | Conto Até Dez (George Henrique & Rodrigo)                  | 12                           | -                            | -                            | Nenhuma certificação         | Não disponível         |
| 2013                         | "Guerra Fria"                                                           | Riscos e Certezas (Sorriso Maroto)                         | 5                            | -                            | -                            | Nenhuma certificação         | Não disponível         |
| 2013                         | "Guerreiro"                                                             | Viva Por Mim (Victor & Leo)                                | -                            | -                            | -                            | Nenhuma certificação         | Não disponível         |
| 2014                         | "É Rolo"                                                                | No Dia do Seu Casamento (Maiara & Maraisa)                 | -                            | -                            | -                            | Ouro                         | +40 000                |
| 2014                         | "Vai Entender"                                                          | Ao Vivo em Goiânia (Israel Novaes)                         | 25                           | -                            | -                            | Nenhuma certificação         | Não disponível         |
| 2014                         | "Onde Nasce o Sol"                                                      | Ao Vivo em Campo Grande Bruninho & Davi                    | 4                            | -                            | -                            | Nenhuma certificação         | Não disponível         |
| 2014                         | "Valeu"                                                                 | Luan Estilizado                                            | -                            | -                            | -                            | Nenhuma certificação         | Não disponível         |
| 2014                         | "Essa Noite Foi Maravilhosa / Não Olhe Assim / Mais Uma Noite Sem Você" | Leonardo - 30 Anos (Leonardo)                              | -                            | -                            | -                            | Nenhuma certificação         | Não disponível         |
| 2014                         | "Esconde Esconde"                                                       | Entre Amigos (Milton Nunes)                                | -                            | -                            | -                            | Nenhuma certificação         | Não disponível         |
| 2014                         | "Saudade da Minha Terra"                                                | Bem Sertanejo (Michel Teló)                                | -                            | -                            | -                            | Nenhuma certificação         | Não disponível         |
| 2014                         | "No Mesmo Olhar (La Vie Dansante)"                                      | Bem Sertanejo (Michel Teló)                                | -                            | -                            | -                            | Nenhuma certificação         | Não disponível         |
| 2015                         | "Tá Faltando Eu"                                                        | Buteco do Gusttavo Lima (Gusttavo Lima)                    | 35                           | -                            | -                            | Nenhuma certificação         | Não disponível         |
| 2015                         | "Olha Amor"                                                             | Buteco do Gusttavo Lima (Gusttavo Lima)                    | -                            | -                            | -                            | Nenhuma certificação         | Não disponível         |
| 2016                         | "Fala a Verdade"                                                        | Ao Vivo em Goiânia (Maiara & Maraisa)                      | -                            | -                            | -                            | 3× Platina                   | +240 000               |
| 2016                         | "Carência"                                                              | Playlist (Humberto & Ronaldo)                              | 6                            | -                            | -                            | Nenhuma certificação         | Não disponível         |
| 2016                         | "Amor Mal Resolvido"                                                    | Live (Simone & Simaria)                                    | 22                           | -                            | -                            | Diamante                     | +300 000               |
| 2016                         | "Deixa Eu Voar"                                                         | Ouça com o Coração (George Henrique & Rodrigo)             | 7                            | -                            | -                            | Nenhuma certificação         | Não disponível         |
| 2016                         | "Um Centímetro"                                                         | Um Centímetro - Ao Vivo (Jefferson Moraes)                 | -                            | -                            | -                            | Nenhuma certificação         | Não disponível         |
| 2016                         | "No Seu Mundo"                                                          | Diamante Bruto (Jads & Jadson)                             | -                            | -                            | -                            | Nenhuma certificação         | Não disponível         |
| 2016                         | "Fala a Verdade"                                                        | Ao Vivo em Goiânia (Maiara & Maraisa)                      | -                            | -                            | -                            | 3× Platina                   | +240 000               |
| 2016                         | "Não Fez Por Merecer"                                                   | Céu de São Paulo (João Bosco & Vinícius)                   | -                            | -                            | -                            | Nenhuma certificação         | Não disponível         |
| 2016                         | "Intenso"                                                               | Dois Tempos (Zezé Di Camargo & Luciano)                    | -                            | -                            | -                            | Nenhuma certificação         | Não disponível         |
| 2017                         | "Chave Cópia"                                                           | 1 dois 3 (Felipe Araújo)                                   | 8                            | -                            | -                            | Nenhuma certificação         | Não disponível         |
| 2017                         | "Paraquedas"                                                            | GD Verão (Gabriel Diniz)                                   | 59                           | -                            | -                            | Nenhuma certificação         | Não disponível         |
| 2017                         | "Coisa de Deus"                                                         | Bem Sertanejo - O Show (Michel Teló)                       | 5                            | -                            | -                            | Ouro                         | +40 000                |
| 2017                         | "Trinta Graus"                                                          | Deserto da Ilusão (Péricles)                               | -                            | -                            | -                            | Nenhuma certificação         | Não disponível         |
| 2017                         | "Tô Fazendo Amor"                                                       | #EnsaioLucasLucco (Lucas Lucco)                            | -                            | -                            | -                            | Nenhuma certificação         | Não disponível         |
| 2017                         | "Prisioneiros"                                                          | Em Sintonia (João Neto & Frederico)                        | -                            | -                            | -                            | Nenhuma certificação         | Não disponível         |
| 2017                         | "Esqueça Que Eu Te Amo"                                                 | Eu e Você de Novo - Ao Vivo (Edson & Hudson)               | -                            | -                            | -                            | Nenhuma certificação         | Não disponível         |
| 2018                         | "Anti-Amor"                                                             | Ao Vivo em São Paulo (Gustavo Mioto)                       | 13                           | -                            | -                            | 2× Platina                   | +160 000               |
| 2018                         | "Bom Rapaz"                                                             | Sou do Interior - Ao Vivo (Fernando & Sorocaba)            | 18                           | -                            | -                            | Nenhuma certificação         | Não disponível         |
| 2018                         | "Ciúmes"                                                                | Chociay - Ao Vivo (Edu Chociay)                            | 66                           | -                            | -                            | Nenhuma certificação         | Não disponível         |
| 2018                         | "Há Três Beijos Atrás"                                                  | Paraíso Particular (Gabriel & Rafael)                      | 40                           | -                            | -                            | Nenhuma certificação         | Não disponível         |
| 2018                         | "Sofazinho"                                                             | Live-Móvel (Luan Santana)                                  | 50                           | -                            | -                            | Diamante                     | +300 000               |
| 2018                         | "Bebo Litro"                                                            | Reflexo - Ao Vivo (Maiara & Maraisa)                       | -                            | -                            | -                            | 2× Platina                   | +160 000               |
| 2019                         | "Surto de Amor"                                                         | Studio Bar - Live (Bruno & Marrone)                        | 7                            | -                            | -                            | 2× Diamante                  | +600 000               |
| 2019                         | "Deixa Eu Te Amar"                                                      | Eu e Você de Novo - Ao Vivo (Edson & Hudson)               | 34                           | -                            | -                            | Platina                      | +80 000                |
| 2019                         | "Pedaço Meu"                                                            | Surreal (Cleber & Cauan)                                   | 6                            | -                            | -                            | 2× Platina                   | +160 000               |
| 2019                         | "Quarta Cadeira"                                                        | Tem Moda Pra Tudo (Matheus & Kauan)                        | 74                           | -                            | -                            | 3× Diamante                  | +900 000               |
| 2020                         | "Tudo Indica"                                                           | Cumpra-Se (Marcos & Belutti)                               | 31                           | -                            | 20                           | 2× Platina                   | +160 000               |
| 2021                         | "Não Tô Te Alugando"                                                    | Não Tô Te Alugando (Humberto & Ronaldo)                    | -                            | -                            | 135                          | 2× Platina                   | +160 000               |
| 2021                         | "Água Nos Zói"                                                          | Água Nos Zói (Clayton & Romário)                           | 77                           | -                            | 61                           | Nenhuma certificação         | Não disponível         |
| 2021                         | "Geleira do Tempo"                                                      | Single de (Anavitória)                                     | -                            | -                            | 81                           | Nenhuma certificação         | Não disponível         |
| 2022                         | "Saudade de Ex"                                                         | A História Continua (Rionegro & Solimões)                  | -                            | -                            | -                            | Nenhuma certificação         | Não disponível         |
| 2022                         | "Frio da Madrugada"                                                     | A História Continua (Rionegro & Solimões)                  | -                            | -                            | -                            | Nenhuma certificação         | Não disponível         |
| 2022                         | "Meu Número"                                                            | Próximo Passo (Hugo & Guilherme)                           | -                            | -                            | -                            | Nenhuma certificação         | Não disponível         |
| 2022                         | "Beijo de Glicose"                                                      | Ao Vivo Em São Paulo (Diego & Victor Hugo)                 | -                            | -                            | -                            | Nenhuma certificação         | Não disponível         |
| 2022                         | "Não é o Fim do Mundo"                                                  | Não é o Fim do Mundo (Zé Felipe & Miguel)                  | -                            | -                            | -                            | Nenhuma certificação         | Não disponível         |
| 2022                         | "Perdoou Nada"                                                          | Let’s bora, vol. 2 (Israel & Rodolffo)                     | -                            | -                            | -                            | 2× Diamante                  | +600 000               |
| 2023                         | "Alguém"                                                                | 40 Anos - Celebra João Paulo & Daniel (Daniel)             | -                            | -                            | -                            | Nenhuma certificação         | Não disponível         |
| 2023                         | "Paloma (La Paloma)"                                                    | 40 Anos - Celebra João Paulo & Daniel (Daniel)             | -                            | -                            | -                            | Nenhuma certificação         | Não disponível         |
| 2023                         | "Tempo Ao Tempo"                                                        | Não Tenha Dúvida, EP 1 (Cristiano Araújo)                  | -                            | -                            | -                            | Platina                      | +80 000                |
| 2023                         | "Flor de Plástico"                                                      | Acústico de Primeira 2 (Fred & Fabrício)                   | -                            | -                            | -                            | 2× Platina                   | +160 000               |
| 2023                         | "Abuso de Poder"                                                        | Blessed Vol. 2 (Ao Vivo) (Henrique Casttro)                | -                            | -                            | -                            | Nenhuma certificação         | Não disponível         |
| 2023                         | "Porta Retrato"                                                         | A Bolha Ao Vivo em São Paulo, Pt. 2 (Vitor Kley)           | -                            | -                            | -                            | Nenhuma certificação         | Não disponível         |
| 2023                         | "Esses Caras São Ligeiro"                                               | Última Noite (Ao Vivo) (Felipe Araújo)                     | -                            | -                            | -                            | 3× Platina                   | +240 000               |
| 2023                         | "Loira do Paraná"                                                       | Vão Falar Que Foi Sorte (Ao Vivo / Deluxe) (Hugo Henrique) | -                            | -                            | -                            | Ouro                         | +40 000                |
| 2024                         | "Memória"                                                               | 25 Anos (João Neto & Frederico)                            | -                            | -                            | -                            | Nenhuma certificação         | Não disponível         |
| 2024                         | "Te Amo E Nada Mais"                                                    | 25 Anos (João Neto & Frederico)                            | -                            | -                            | -                            | Nenhuma certificação         | Não disponível         |
| 2024                         | "Chá de Cadeira"                                                        | (Leo Santana)                                              | -                            | -                            | -                            | Ouro                         | +40 000                |
| 2024                         | "Nem Balancei"                                                          | Nem Balancei (Pedro Libe)                                  | -                            | -                            | -                            | Nenhuma certificação         | Não disponível         |
| 2024                         | "Pior Versão de Mim"                                                    | Escândalo Íntimo (Luísa Sonza)                             | -                            | -                            | -                            | Nenhuma certificação         | Não disponível         |
| 2024                         | "Não Era Eu Não"                                                        | Não Era Eu Não (Luiz Cláudio & Giuliano)                   | -                            | -                            | -                            | Nenhuma certificação         | Não disponível         |
| 2024                         | "Pijama Amarelo"                                                        | 30 Anos - Vol. 1 (Guilherme & Santiago)                    | -                            | -                            | -                            | Nenhuma certificação         | Não disponível         |
| 2025                         | "A Grama do Vizinho"                                                    | Evolução, Vol. 1 (Bruno Rosa)                              | -                            | -                            | -                            | Nenhuma certificação         | Não disponível         |
| Total de vendas certificadas | Total de vendas certificadas                                            | Total de vendas certificadas                               | Total de vendas certificadas | Total de vendas certificadas | Total de vendas certificadas | Total de vendas certificadas | +20 380 000            |